# انایلوس
انایلوس (به انگلیسی: Annihilus) یک شخصیت خیالی ابرشرور در کتاب‌های کامیک منتشر شده توسط مارول کامیکس است که در درجه اول به عنوان دشمن تیم ابرقهرمان چهار شگفت‌انگیز محسوب می‌شود. شخصیت انایلوس توسط نویسنده استن لی و طراح جک کربی خلق شده‌است؛ که برای اولین بار در شمارهٔ ۶ از کمیک چهار شگفت‌انگیز سالیانه (نوامبر ۱۹۶۸) حضور پیدا کرد.
او یکی از ساکنین سیارهٔ آرثروس و فرمانروای نگتیو زون است. انایلوس یک هیچ‌انگار است که به طور مداوم برای یافتن روش‌های مختلفی به منظور افزایش طول عمر خود وسواس دارد، و در از بین بردن هر آنچه که به عنوان تهدیدی برای موجودیتش به‌شمار می‌رود تردید نمی‌کند.

## توانایی‌ها و قدرت‌ها
انایلوس یک موجود حشره‌نما بسیار پیشرفته است و از قدرت فیزیکی ابرانسانی برخوردار می‌باشد که به او اجازه جابه‌جایی اجسام تا وزن ۵۰ تن را می‌دهد، اگرچه او حتی به واسطهٔ میله کنترل کیهانی قوی‌تر نیز خواهد شد. او پس از تبدیل خود با قدرت شخصیت هالک، توانست او و گلادیاتور را در جنگ فیزیکی شکست دهد. انایلوس به صورت خودکار قادر به پرواز است و می‌تواند خلأ فضا را تحمل کند و توانایی تنفس در خلأ فضای تهی را دارد.
بافت‌های بدن انایلوس تولید سموم خستگی کمتری می‌کنند و به او اجازه می‌دهد ظرفیت توان خود را تا حداکثر ۲۴ ساعت افزایش دهد. او همچنین دارای سرعت، چابکی و واکنش ابرانسانی می‌باشد. بافت بدن انایلوس بسیار سخت و مقاوم در برابر انواع آسیب‌های جسمی است و در کنار زره‌ای که به تن می‌کند توانایی مقاومت در برابر گلوله‌های کالیبر بالا، نیروهای بالیستیک، سقوط از ارتفاعات زیاد در چندین داستان، حملات قدرتمند انرژی در کنار ضربات تأثیرگذار و قوی در اثر ضربه‌های مستقیم فیزیکی از شخصیت‌های ابرقدرتی همچون تینگ، ثور، بلاستار و نوا، همچنین دما و فشارهای شدید مانند سرمای شدید و فشار موجود در ناحیه پوچ و خلأ فضای تهی یا فشار بالا به اندازه ۰ تا ۱۵۰۰ پوند در هر اینچ مربع را دارد.
با توجه به در معرض طولانی قرار گرفتن با میله کنترل کیهانی، انایلوس برای بقا نیازی به هوا، آب، غذا، و حتی خواب ندارد. پس از مرگ فیزیکی، او همیشه دوباره متولد می‌شود و بدنش از خود شبیه‌سازی‌های نارس آزاد می‌سازد که هر یک از آن‌ها از خاطرات کاملی برخوردار است.